# Chrysina resplendens
Chrysina resplendens (trước là Plusiotis resplendens) là một loài bọ cánh cứng được tìm thấy ở Costa Rica, Panama, El Salvador và một số quốc gia khác ở Trung Mỹ.